# اواجیک (قره‌بوک)
اواجیک (به ترکی استانبولی: Ovacık) یک منطقهٔ مسکونی در ترکیه است که در استان قره‌بوک واقع شده‌است. اواجیک ۱٬۱۹۸ متر بالاتر از سطح دریا واقع شده‌است.